# Årstads tingslag
Årstads tingslag var till 1907 ett tingslag i Hallands län i Hallands mellersta domsaga. Tingsplatsen var i Heberg.
Tingslaget omfattade Årstads härad. 
Tingslaget uppgick 1 januari 1907 (enligt beslut den 7 mars 1902 och 17 augusti 1906) i Årstads och Faurås tingslag.